# Forte de Pabeco

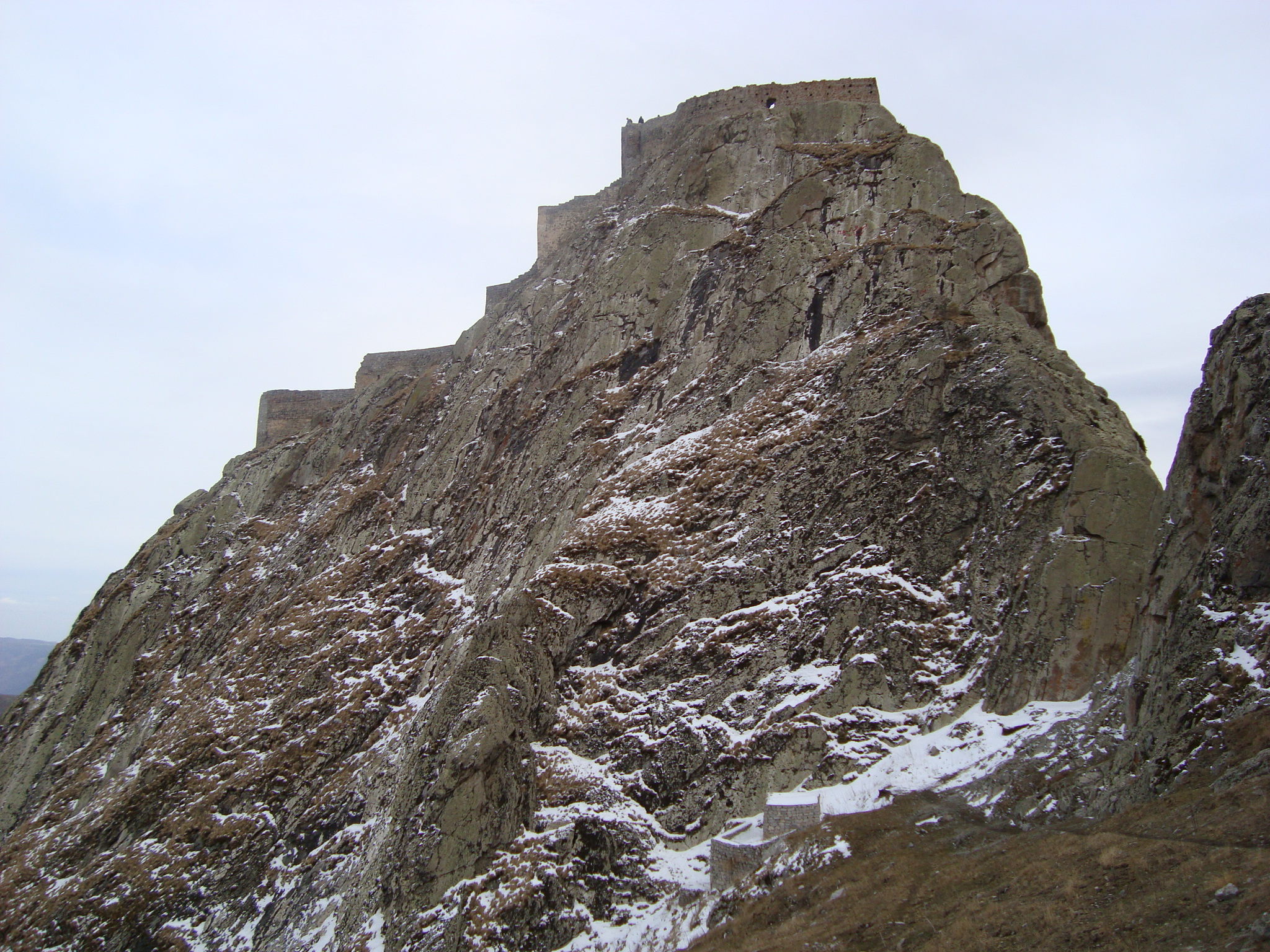
Forte de Pabeco no topo da montanha

O Forte de Pabeco (em persa: ﺩﮊ ﺑﺎﺑﮏ) ou Castelo de Babaco (em azeri: ﺑﺎﺑﮏ ﻗﺎﻻﺳﯽ), também conhecido como o Castelo Imortal ou Castelo da República, é uma grande cidadela e símbolo nacional dos iranianos localizado no topo de uma montanha nas florestas de Arasbarã, que está localizado a seis quilômetros a sudoeste da cidade de Calibar no noroeste do Irã. Foi identificado como o reduto de Pabeco, o Curramita, o líder dos curramitas no Azerbaijão que lutou contra o Califado Abássida. Azeris iranianos se reúnem no Castelo de Babaco durante o primeiro fim de semana de julho para a comemoração anual de Pabeco.
A subida ao Castelo não é adequada para enfermos, idosos ou temerosos de altura. Uma série de degraus longos e, em alguns lugares, quebrados levam o viajante até o topo de uma colina, de onde há várias opções para maiores subidas. O caminho mais fácil é em frente aos degraus e consiste em uma longa trilha de terra. Como não há placas para o Castelo, caminha-se em direção ao pico do seu lado esquerdo, mas não se pode deixar a pista de terra. O visitante necessita de botas de caminhada, chapéu de sol, muita água e pelo menos três horas para a subida e 2 horas para a descida. No final da trilha de terra, os visitantes viram à esquerda no lado da montanha rochosa tomando cuidado com o chão escorregadio. O primeiro sinal das ruínas aparecerá à esquerda mas o Castelo real fica a mais dois picos de distância. O primeiro pico tem vistas do Castelo. Depois de subir o segundo pico, com suas próprias ruínas, se vê o castelo construído no topo de um penhasco irregular. Subir os degraus do Castelo é um processo perigoso, pois há penhascos do seu lado direito e não há grades ou trilhos de proteção para evitar uma queda de várias centenas de metros.
Depois de escalar o pico do penhasco, o visitante vê o castelo um pouco vandalizado com grafite nas paredes antigas. O castelo, construído entre 2300 e 2600 metros de altura, cercado por desfiladeiros de até 400 a 600 metros, pertence à dinastia parta e foi modificado durante o Império Sassânida. Para chegar ao castelo, é preciso percorrer uma passagem tortuosa e estreita e atravessar um templo em forma de corredor, com 200 metros de comprimento.

## História
Em 835, o governador de Jibal, Caidar ibne Cavus Alafexim chegou na região para liderar a guerra contra Babaco. Ele reconstruiu entre Barjande e Ardabil os castelos que Babaco destruiu. O castelo de Bazz foi finalmente conquistado e arruinado pelo exército de Alafexim em 15 de agosto de 837, enquanto Babaco foi feito prisioneiro. Ele foi executado em 4 de janeiro de 838 em Samarra, na presença do califa.